# Conseil national pour la démocratie et le développement
Pour les articles homonymes, voir CNDD.
Le Conseil national pour la démocratie et le développement (CNDD) est le nom officiel de la junte au pouvoir en Guinée du 23 décembre 2008 jusqu'à la mise en place d'un gouvernement civil fin 2010. Son leader, le capitaine Moussa Dadis Camara, prend le pouvoir le 24 décembre à la mort de Lansana Conté.
Le 25 décembre, le Premier ministre Ahmed Tidiane Souaré et la majeure partie du gouvernement font allégeance à la junte, et le 30 décembre, le CNDD nomme Kabiné Komara au poste de Premier ministre.
Victime d'une tentative d'assassinat le 3 décembre 2009, Moussa Dadis Camara doit se retirer et laisse la présidence de la République par intérim à Sékouba Konaté, qui mène la transition jusqu'à l'élection puis l'investiture d'Alpha Condé, le 21 décembre 2010.

## Historique

### Prise du pouvoir

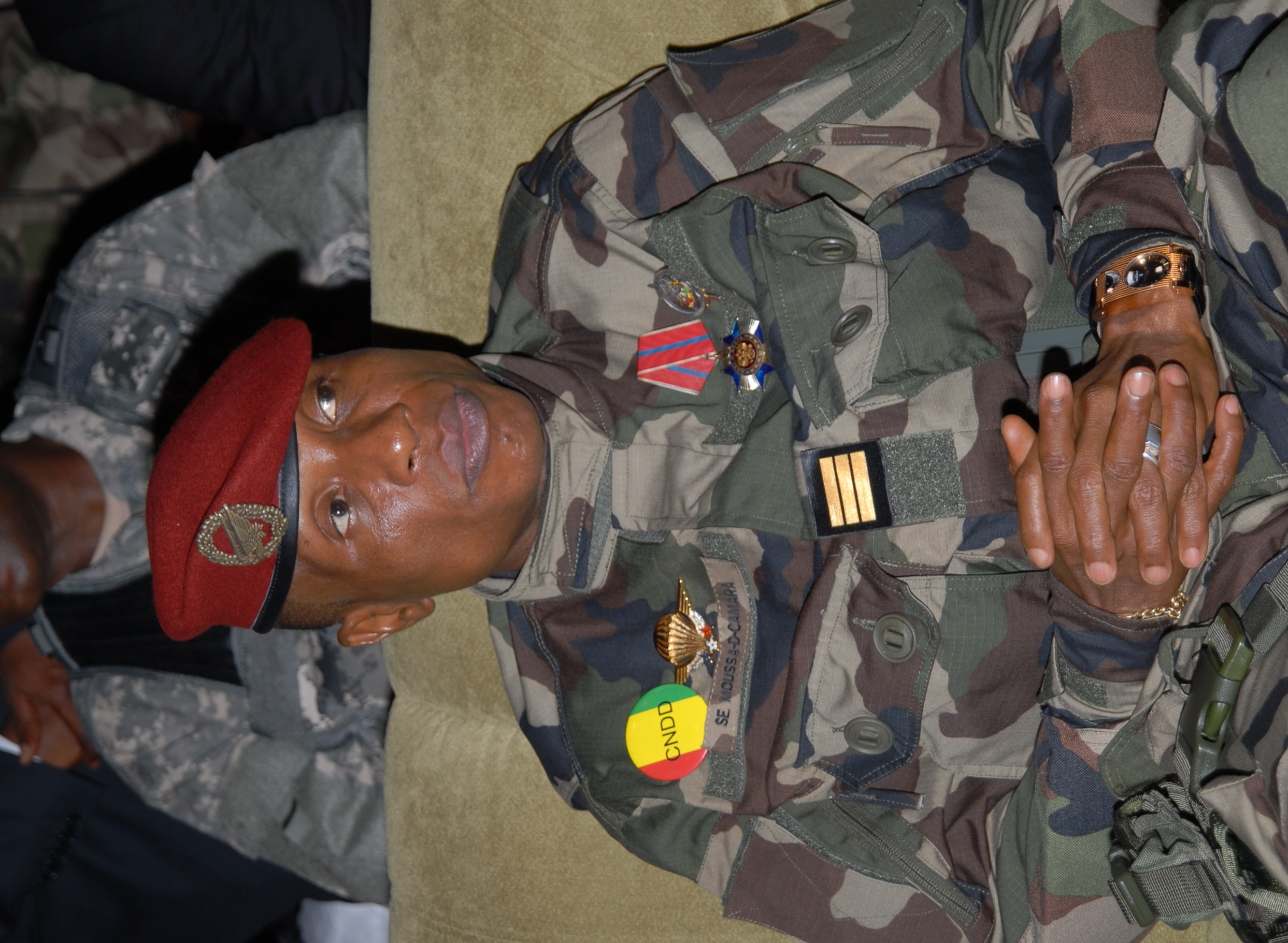
Moussa Dadis Camara en août 2009.

Lansana Conté, président depuis 1984, meurt le 22 décembre 2008. Quelques heures après son décès, alors que selon la constitution le pouvoir devrait revenir au président de l'Assemblée nationale Aboubacar Somparé, un groupe de militaires parmi lesquels le capitaine Moussa Dadis Camara annonce à la radio d'État « la dissolution du gouvernement, des institutions républicaines et de la Constitution ». Moussa Dadis Camara affirme le 24 décembre avoir été choisi par ses camarades à la tête du Conseil national de démocratie et de développement, et se proclame Président de la République. La situation reste confuse pendant plusieurs jours, Aboubacar Somparé affirmant que le gouvernement reste en place. Finalement, le Premier ministre Ahmed Tidiane Souaré et son gouvernement se mettent à la disposition de la junte le 25 décembre. Les militaires promettent de se retirer rapidement et de ne pas se présenter aux élections qu'ils comptent organiser. Ils mettent en avant leur volonté de lutter notamment contre la corruption afin d'améliorer la situation du pays avant de rendre le pouvoir aux civils. Mettant fin à de nombreuses années de mauvaise gestion du pays, le coup d'État est tout d'abord plutôt bien perçu en Guinée, les deux principales coalitions d'opposition au régime de Lansana Conté déclarant simplement prendre acte du putsch et demandant des « élections libres » dans un délai d'un an.

### Massacre du 28 septembre 2009
Avec le temps, l'état d'esprit de la société civile devient plus critique envers les militaires, dont les promesses paraissent non tenus, qui restent au pouvoir et entretiennent le mystère sur leur participation ou non aux élections à venir. Le 28 septembre 2009, une manifestation réclamant que Moussa Dadis Camara ne se présente pas aux élections présidentielles à venir est réprimée de façon extrêmement violente. Plusieurs centaines de membres des forces de sécurité entrent dans le stade de Conakry, tuent au moins 150 personnes, font de très nombreux blessés et violent sur place et durant les jours suivants des dizaines de femmes. 

### Condamnations internationales
L'Union européenne, après le massacre du 28 septembre 2009 au stade de Conakry, établit une liste de personnalités guinéennes, comprenant l'ensemble des membres du CNDD ainsi que des personnalités civiles guinéennes associées. Ces personnes « qui sont responsables de la répression violente qui a eu lieu le 28 septembre 2009 ou de l’impasse politique dans laquelle se trouve le pays » sont frappées d'une interdiction d'entrée ou de passage en transit sur le territoire de l'Union.

L'Union africaine établit à son tour une liste à la suite de ces événements, sanctionnant l'ensemble des membres du Conseil national pour la démocratie et le développement (CNDD) ainsi que des personnalités civiles par un refus d’accorder des visas, des restrictions sur les voyages et le gel des avoirs.

Cette liste a été transmise « au Conseil de sécurité des Nations unies et à tous les partenaires de l'UA, y compris l'Union européenne, l'Organisation de la Conférence islamique, l'Organisation internationale de la Francophonie et les autres membres du Groupe international de contact sur la Guinée, ainsi qu’à la Ligue des États arabes, afin de [lui] conférer un caractère universel. »
Le 21 décembre 2009, le rapport de la Commission d'enquête internationale estime qu'au moins 156 personnes ont été tuées dans la répression et que 109 femmes ou jeunes filles ont été violées, voire parfois mutilées. Les enquêteurs de l'ONU parlent de « crime contre l'humanité » et en impute notamment la responsabilité à Dadis Camara, pour lequel ils réclament la saisie de la Cour pénale internationale.

### Tentative d'assassinat de Dadis Camara
À la suite de la répression de l'opposition, le 28 septembre 2009, le journal Jeune Afrique fait état de fortes tensions au sein du CNDD et de divisions au sein de l'armée. Le 3 décembre 2009, Moussa Dadis Camara est victime d'une tentative d'assassinat par son aide de camp et chef de la garde présidentielle, alors qu'il se rend au camp Koundara. Aboubacar « Toumba » Diakité lui tire dessus, le blessant gravement à la tête. Selon une source diplomatique, l'attaque serait liée à l'enquête internationale sur la répression du 28 septembre. Selon « Toumba » Diakité, la raison serait la volonté de Moussa Dadis Camara de rejeter sur lui la responsabilité du massacre. Dadis Camara est hospitalisé au Maroc dès le lendemain et le général Sékouba Konaté prend la présidence de la République par intérim. Le 8 décembre 2009, le CNDD arrête 60 personnes pour avoir tenté de tuer Moussa Dadis Camara.

### Proposition de la CEDEAO
Le 14 décembre 2009, le CNDD refuse la proposition de la CEDEAO visant à envoyer des forces d'intervention dans le pays.

## Composition
Ce conseil compte 32 membres au 24 décembre 2008, dont 26 militaires et six civils, tous travaillant dans l'administration militaire :
1. Capitaine Moussa Dadis Camara
2. Général de brigade Mamadou Camara
3. Colonel Sékouba Konaté, devenu général de brigade et ministre de la Défense
4. Lieutenant-colonel Mathurin Bangoura
5. Lieutenant-colonel Aboubacar Sidiki Camara
6. Commandant Oumar Baldé
7. Commandant Mamadi Mara
8. Commandant Almamy Camara
9. Lieutenant Mamadou Bhoye Diallo
10. Lieutenant-colonel Kandia Mara
11. Colonel Sékou Mara
12. Morciré Camara
13. Alpha Yaya Diallo
14. Lieutenant-colonel Mamadou Korka Diallo
15. Capitaine Kéléti Faro
16. Lieutenant-colonel Fodéba Touré
17. Commandant Cheick Tidiane Camara
18. Colonel Sékou Sako
19. Sous-lieutenant Claude Pivi, devenu capitaine et ministre chargé de la Sécurité du chef de l’État[17]

1. Lieutenant Saa Alphonse Touré
2. Moussa Kéïta
3. Aédor Bah
4. Commandant Bamou Lama
5. Mohamed Lamine Kaba
6. Capitaine Daman Condé
7. Commandant Amadou Doumbouya
8. Lieutenant Moussa Kékoro Camara
9. Adjudant-chef Issa Camara
10. Lieutenant-colonel Abdoulaye Chérif Diaby
11. Docteur Diakité Aboubacar Chérif
12. Mamadi Condé
13. Sous-lieutenant Cheick Ahmed Touré